# Pardosa pinangensis
Pardosa pinangensis är en spindelart som först beskrevs av Tord Tamerlan Teodor Thorell 1890.  Pardosa pinangensis ingår i släktet Pardosa och familjen vargspindlar. Inga underarter finns listade i Catalogue of Life.